# 2016年マンハッタン爆発
2016年マンハッタン爆発（2016ねんマンハッタンばくはつ）は2016年9月17日の午後8時31分39秒（現地時間）にアメリカ合衆国・ニューヨーク州マンハッタンにて、爆弾による爆発が発生したもの。
現場はマンハッタンの6番街と7番街の間にある23丁目で、人気のある観光地の一つに数えられている、チェルシー地区にあたる。爆発のあった現場にはFBI（アメリカ連邦捜査局）に加えて、ニューヨーク市の警察の中にある爆弾の処理班が入った。また、爆発の影響で、現場近くの道路にあった大型の鉄のごみ箱が壊れていた。
当時、ニューヨークでは国際連合総会が行われるため、厳しい警備を敷いていた。

## 犯人
2016年9月19日、ニュージャージー州にてアフガニスタン出身のアハマド・カーン・ラハミが銃撃戦の末に逮捕された。当時行われていた大統領選の両候補者（ヒラリー・クリントン、ドナルド・トランプ）ともに事件に関して批難するコメントを発表している。
2017年12月時点、ラハミは有罪判決を受けてニューヨークの刑務所に服役中。刑務所では、他の受刑者にウサマ・ビンラディンの演説内容などを配布し、過激思想を広めようとしたことが発覚している。同年12月8日からは、妻子との面会が許されないことに抗議してハンガーストライキを始めたとアピールを行っている。